# Neoperla melanocephala
Neoperla melanocephala är en bäcksländeart som beskrevs av Navás 1931. Neoperla melanocephala ingår i släktet Neoperla och familjen jättebäcksländor. Inga underarter finns listade i Catalogue of Life.